# Wilhelm, Prinț de Wied
Wilhelm al V-lea, Prinț de Wied (germană Wilhelm Adolph Maximilian Karl Fürst von Wied; 22 august 1845 – 22 octombrie 1907) a fost ofițer și politician german, fiul cel mare al lui Hermann, Prinț de Wied. A fost tatăl lui Wilhelm, Prinț al Albaniei și fratele reginei Elisabeta a României.

## Biografie
Wilhelm a fost al doilea copil și primul fiu al Prințului Hermann de Wied (1814–1864) și al Prințesei Marie de Nassau (1825–1902). Pe linie maternă a fost descendent al Prințului Willem al IV-lea de Orania și al regelui George al II-lea al Marii Britanii.
În timpul Războiului austro-prusac din 1866 a fost locotenent al Armatei a 2-a prusace. În perioada 1870-71 a participat la Războiul franco-german. Între 1893 și 1897 a fost consilier imperial și șef militar al corpului de asistente voluntare al armatei. În 1893 a fost numit general de infanterie.
Wilhelm s-a căsătorit la 18 iulie 1871 la Wassenaar cu Prințesa Marie a Țărilor de Jos (1841–1910), fiica cea mică a Prințului Frederic al Țărilor de Jos (1792–1839), care era al doilea fiu al regelui Willem I al Țărilor de Jos.
Cuplul a avut șase copii:
- Wilhelm Frederick, Prinț de Wied (27 iunie 1872 – 18 iunie 1945); s-a căsătorit cu Prințesa Pauline de Württemberg (1877–1965), au avut copii.
- Prințul Alexandru de Wied (28 mai 1874 – 15 ianuarie 1877)
- Wilhelm, Prinț al Albanie (26 martie 1876 –  18 aprilie 1945); s-a căsătorit cu Prințesa Sophie de Schönburg-Waldenburg (1885–1936), au avut copii.
- Prințul Victor de Wied (7 decembrie 1877 – 1 martie 1946) married Countess Gisela of Solms-Wildenfels (1891–1976), had issue.
- Prințesa Louise de Wied (24 octombrie 1880 – 29 august 1965)
- Prințesa Elisabeta de Wied (28 ianuarie 1883 – 14 noiembrie 1938)